# Riu Yarkon
El Riu Yarkon o Yarqon (hebreu: נחל הירקון, Nahal HaYarkon‎; àrab: نهر العوجا, Nahr al-Awjā) és un riu en el centre d'Israel. L'origen del riu Yarkon es troba a Tel Afek (Antipatris), al nord de Pétah Tiqvà. El riu flueix cap a l'oest a través de Gush Dan en la mar Mediterrània. El Yarkon és el riu més gran de la costa d'Israel, amb 27,5 km de longitud.
El Yarkon va formar part de la frontera sud del Vilayet de Beirut durant el període otomà. El riu es va contaminar després de la dècada de 1950, molts culpen d'això a la construcció d'una central elèctrica que es troba prop del seu naixement.